# Erwin Leo Himmel
Erwin Leo Himmel (Graz, Áustria, 9 de abril de 1956) é um renomeado designer de automóveis. Ele foi um dos primeiros designers que reconheceu o futuro valor de um projeto de marca única na indústria automotiva.

## Vida
Estudou arquitetura na Universidade Tecnológica de Graz. Em 1981, Himmel graduou-se como 'Master of Design" no Royal College of Art em Londres, universidade de elite internacional em design.

## Audi 1982-1994
Himmel foi responsável por praticamente toda a gama de modelos a partir de meados dos anos 1980 até meados da década de 1990, como o Audi 80 Sedan, Avant, Coupé e Cabriolet, Audi 100 Sedan e Avant, e o Audi V8.
Em 1990, tornou-se diretor do estúdio de design da Audi com sede em Munique, onde teve a ideia de desenvolver um novo conceito. Assim nasce um ícone do design: o Audi Quattro Spyder, o destaque da feira de "IAA Frankfurt" de 1991 e um marco na história do design da Audi.

## Centro de Design Europa, 1995-1999
Em 1994, Erwin Leo Himmel ficou encarregado de estabelecer o primeiro centro externo de design do grupo Volkswagen na Europa. Projetos tão bem sucedidos como o S3 Audi A8, e RS4, e Volkswagen Touareg, Touran, Golf IV e Phaeton foram criados no local.

## Fuore Design, 2000-2007
No coração de Barcelona, ele fundou o estúdio de design independente "Fuore Design" de 35 profissionais. Himmel trabalhou com êxito com quase todos principais grupos de empresas automobilísticas do mundo. Ele projetou os carros-conceito Pajero Evolution da Mitsubishi e o B11S para a Subaru, apresentados respectivamente na IAA de Frankfurt de 2001 e no Salão do Automóvel de Genebra de 2003. Ao lado de seu principal negócio, o design de automóveis, ele também se especializou em consultoria de marca. Ele começou uma parceria estratégica com a Panasonic, projetando uma série de gadgets e produtos da linha branca.

## Hispano Suiza 2008-hoje
O último projeto de Himmel é o renascimento de uma histórica marca de luxo: Hispano Suiza. A Hispano Suiza era uma empresa espanhola de engenharia e de carros de luxo cuja produção de automóveis foi interrompida pela Segunda Guerra Mundial. A apresentação do novo modelo ocorreu no Salão do Automóvel de Genebra, em Março de 2010. A reação do público e da imprensa foi ótima.